# Luxusbedürfnis
Luxusbedürfnis ist in der Wirtschaft das über die Befriedigung von Grundbedürfnissen hinausgehende Bedürfnis an Luxusgütern.

## Allgemeines
Das Bedürfnis steht am Anfang der ökonomischen Kettenglieder Mangel, Bedürfnis, Bedarf und Nachfrage, die oft synonym verwendet werden, jedoch wirtschaftswissenschaftlich voneinander zu unterscheiden sind. Ein objektiver Mangel wird zum Bedürfnis, wenn er subjektiv durch Wirtschaftssubjekte wahrgenommen wird und ein Anreiz zur Bedürfnisbefriedigung besteht. Wenn sich ein subjektives Bedürfnis konkretisiert, entsteht der ökonomisch relevante Bedarf. Der Bedarf ist die Art und/oder Menge der zur Bedürfnisbefriedigung eines Wirtschaftssubjektes notwendigen Güter und Dienstleistungen. Die Nachfrage ist der zu einem bestimmten Zeitpunkt auf einem Markt wirksam gewordene Bedarf.
Hermann Roesler verstand im Jahre 1875 unter Luxus „eine nicht auf äußerer Notwendigkeit beruhende Lebensbefriedigung, welche mit dem Bewusstsein bloßen Zweckdaseins noch nicht gegeben ist und den Menschen das erhebende Gefühl unabhängigen, in sich selbst begründeten Daseins verleiht“. Die individuelle Einstufung als Grund- oder Luxusbedürfnis hängt vom Einkommen, von der Lebensart, der sozialen Herkunft oder der Zugehörigkeit zu einer sozialen Klasse ab. Was früher einmal Luxus war, ist heute ein Grundbedürfnis wie beispielsweise Radio, Fernsehen, Auto oder Urlaub. Beim Verbraucher stehen sich deshalb zumeist zwei – nicht immer abgrenzbare – Teilsphären gegenüber, die des Grund- oder Luxusbedürfnisses. Die Einstufung hängt auch davon ab, ob jemand in einem Industriestaat oder einem Entwicklungsland lebt.

## Arten
Zum Luxusbedarf gehören insbesondere Güter exklusiver Markennamen mit Hochpreisstrategie („Luxusmarken“) wie die Modelabels der haute couture (etwa Hugo Boss, Pierre Cardin, Christian Dior, Yves Saint Laurent), Marken-Accessoires (Breitling SA, Gucci, Rolex, Louis Vuitton), Gebrauchsgegenstände wie Kraftfahrzeuge (Ferrari, Lamborghini, Mercedes-Maybach, Rolls-Royce) oder Sammlerobjekte (Antiquitäten, Briefmarkensammlungen, Kunstwerke, Münzsammlungen), hochpreisige Nahrungs- oder Genussmittel (Champagner, Delikatessen wie Kaviar oder Trüffel), Hausrat (Christofle, Poggenpohl, Rosenthal, Villeroy & Boch) oder Luxuswohnungen. Der Hochpreis ergibt sich entweder aus künstlicher Knappheit (etwa Hermès) oder aus der Hochpreisstrategie (Bally). Zum Hochpreis-Segment zählt auch die „Sterne-Gastronomie“, die vom Guide Michelin ausgezeichnet wurde. Für diese Luxusgüter sind keine immanenten Sättigungsgrenzen erkennbar.

## Wirtschaftliche Aspekte
Während Grundbedürfnisse eine unelastische Nachfrageelastizität aufweisen, kann bei Luxusbedürfnissen generell von elastischer Nachfrage ausgegangen werden. Bei elastischen Luxusbedürfnissen erhöht sich die Nachfrage bei steigendem Einkommen überproportional. Ist der Bedarf gesättigt, ist die Elastizität gleich Null. Es ist jedoch denkbar, dass elastisches Luxusgut mit einer Einkommenselastizität ≥ 1 bei einer Einkommenserhöhung zu einem unelastischen Gut (Einkommenselastizität ≤ 1) übergeht. Deshalb ist es sinnvoll, nicht von Luxusgut/Luxusbedürfnis oder Grundbedürfnis zu sprechen, weil Güter abhängig vom Einkommensniveau zu beurteilen sind.